# Ridouan Taghi
Ridouan Taghi (arabisch رضوان التاغي, DMG Riḍwān at-Tāġī) (* 20. Dezember 1977 in Tétouan, Marokko) ist ein niederländischer Krimineller marokkanischer Herkunft. Er wird mit mehreren Gewaltverbrechen in Verbindung gebracht, darunter Morde und Mordversuche. Er wird als Spitzenkrimineller beschrieben. Taghi wurde von der Justiz als Verdächtiger identifiziert. Die niederländische Staatsanwaltschaft verdächtigt ihn, eine kriminelle Organisation geleitet zu haben, welche Bestandteil der sogenannten Mocro-Mafia ist. In ausländischen Medien und bei der Polizei in Dubai wurde er als Anführer des gefährlichsten Drogenkartells in Europa und Afrika mit dem Namen „Angel of Death“ benannt.

## Jugend
Taghi wurde im Norden von Marokko geboren. Zusammen mit seinen Eltern, seinem älteren Bruder und zwei Schwestern kam er 1980 nach Vianen in den Niederlanden. Dort wurden später zwei weitere Mädchen und ein Junge in der Familie geboren. In seinen jüngeren Jahren war Taghi Teil der Jugendgang „Bad Boys“, die in der Gegend von Nieuwegein aktiv war. Im Jahr 1992 wurde Taghi im Alter von 15 Jahren wegen Einbrüchen und Waffenbesitzes verurteilt. Danach war Taghi in den Haschischhandel verwickelt, später wandte er sich dem Kokainschmuggel zu.
Ab 2000 trat Taghi lange Zeit jedoch nicht mehr polizeilich in Erscheinung und betrieb einen Imbiss in Utrecht. Im Jahr 2009 meldete er sich bei dem Einwohnermeldeamt ab.
Im Zusammenhang mit der Liquidierung von Tarik Abdellaoui im Oktober 2013 geriet er jedoch nach einer  belastenden Zeugenaussage ins Visier der spanischen Polizei. Außerdem fiel er als großer Kokainschmuggler auf. Ab 2013 gingen außerdem Berichte über Taghi bei den Ermittlern der Finanzbehörden ein. Der Wendepunkt war jedoch, als Ebrahim Buzhu im Juni 2015 eine Anzeige gegen Taghi und seine angebliche rechte Hand Saïd Razzouki erstattete. Buzhu stand angeblich auf Taghis Tötungsliste, nachdem er 2009 bei der Entführung eines mit Taghi befreundeten Coffeeshop-Besitzers geholfen hatte.
Im Juli 2015 wurden im Rahmen der Untersuchung „26Copper“ zwei große Waffenfunde gemacht und eine große Gruppe von Männern verhaftet. Viele dieser Männer gehörten der gleichen Jugendbande an wie Taghi. Nach Angaben der Staatsanwaltschaft zeigen entschlüsselte Handynachrichten, dass diese Männer und die gefundenen Waffen zu der Gruppe um Taghi gehören.

## Mocro-Oorlog
Unter der Bezeichnung Mocro-Oorlog (Marokkaner-Krieg) wurde eine hohe Anzahl von Tötungsdelikten im kriminellen Milieu in der niederländischen Presse bekannt. Eine kriminelle Gruppe, die hauptsächlich aus Personen mit marokkanischem Hintergrund bestand, die sogenannte Mocro Maffia, fiel 2012 nach einem Streit über das Verschwinden einer großen Ladung Kokain im Hafen von Antwerpen auseinander. Mehr als 30 Liquidationen / Morde werden auf diesen Streit zurückgeführt.

## Marengo-Prozess
Im Juli 2019 begann ein Prozess gegen siebzehn Angeklagte mit Taghi als Hauptverdächtigen. Taghi und seine Organisation werden von der Staatsanwaltschaft verdächtigt, für eine Reihe von Morden und Mordversuchen verantwortlich zu sein. Taghis Rechtsanwältin in diesem Prozess war Inez Weski. Am 17. Oktober 2019 gab Weski bekannt, sie erwäge Taghis Verteidigung einzustellen, da sie der Meinung sei, dass die Justiz in diesem Fall ihrem Mandanten keinen fairen Prozess führen würde. Am 19. Dezember 2019 gab Weski bekannt, die Verteidigung von Taghi fortzusetzen.
Am 21. April 2023 ist Weski in den Niederlanden festgenommen worden. Die Staatsanwaltschaft wirft der Juristin vor, durch die Schleusung von Nachrichten aus dem Gefängnis Mitglied einer kriminellen Vereinigung zu sein. Sie legte aus der mehrwöchigen Untersuchungshaft heraus ihr Mandat für Taghi nieder.
Urteilsverkündung
Die Urteilsverkündung fand am 27. Februar 2024 statt. Dabei wurden drei Angeklagte zu lebenslangen Freiheitsstrafen verurteilt, darunter auch Taghi. Das Urteil ist noch nicht rechtskräftig, noch kann Berufung eingelegt werden. Das Urteil wegen der Ermordung von Vries werde voraussichtlich im Sommer 2024 verkündet.

## Festnahme und Haft
Taghi wurde lange Zeit gesucht und stand auf der niederländischen Fahndungsliste. Die Staatsanwaltschaft setzte eine Belohnung von 100.000 Euro für einen goldenen Tipp aus, welcher zu seiner Verhaftung führen würde; die höchste bis dahin ausgelobte Belohnungssumme.
Am 16. Dezember 2019 wurde Taghi in Dubai festgenommen. Er hatte sich dort in einer Villa versteckt gehalten. Alle Vorhänge waren dort geschlossen und Bekannte und Komplizen kamen, um ihm das Nötigste zu bringen. Durch die Analyse und Auswertung von Internetdaten von dieser Adresse und die Verknüpfung der Informationen der Personen, die Lebensmittel auslieferten, konnte Taghis Identität mit Sicherheit festgestellt werden und die Polizei von Dubai organisierte eine Razzia. Taghi bestätigte seine Identität und erklärte, er sei mit dem Pass eines anderen in Dubai eingereist.
Drei Tage später wurde Taghi, gemäß Angaben der niederländischen Staatsanwaltschaft, auf Antrag der Behörden in Dubai als unerwünschter Ausländer per Charterflug in die Niederlande überführt. Seine Anwältin Weski bestritt die Korrektheit des durchgeführten Verfahrens und argumentierte, dass Taghi tatsächlich entführt worden sei. Daraufhin erklärte der niederländische Justizminister Ferdinand Grapperhaus, alles sei gemäß der gültigen Regeln verlaufen. Ihm zufolge war es eine Entscheidung der lokalen Behörden in Dubai, Taghi aus dem Land zu deportieren. Es gäbe keinen Hinweis auf eine Entführung.
Taghi legte Einspruch gegen die Verlängerung seines Aufenthalts im Hochsicherheitstrakt der Extra Beveiligde Inrichting in Vught, dem am stärksten bewachten Gefängnis der Niederlande, ein, nachdem der Minister für Rechtsschutz Sander Dekker beschlossen hatte, seinen Aufenthalt in Vught zu verlängern. Taghi empfand die dort geltenden Gefängnisregeln als „unmenschlich hart“. Der Berufungsausschuss des Rates für Strafrechtspflege und Jugendschutz (Raad voor Strafrechtstoepassing en Jeugdbescherming, RSJ) entschied, dass Taghi nicht in ein anderes Gefängnis verlegt werden sollte. Obwohl es keine ausreichenden Beweise für eine erhöhte Fluchtgefahr gab, würde es ein „inakzeptables soziales Risiko“ geben, wenn Taghi trotzdem entkommen würde.
Anfang Juli 2021 wurde berichtet, es gäbe einen mehrstelligen Millionenfonds für die Befreiung von Taghi aus der extra gesicherten Haftanstalt.
Nach der Verhaftung der Verdächtigen des Mordanschlags an Peter R. de Vries wird jene Ermordung mit der Organisation um Ridouan Taghi in Verbindung gebracht.